# 阿拉伯撒哈拉民主共和国国徽
撒拉威阿拉伯民主共和國国徽是阿拉伯撒哈拉民主共和国（通称西撒哈拉）的国家政府标志徽章。启用于1976年2月27日，西撒哈拉宣布从西班牙王国和摩洛哥王国独立的当天。国徽由插着西撒哈拉国旗的两杆枪为中心，两侧各有象征神圣和平的金色橄榄枝一枚，顶部为伊斯兰教的传统标志，星月与红色五角星。底部红带上用黑色字体阿拉伯文书写的国铭：“自由 民主 团结”（阿拉伯语：حرية ديمقراطية وحدة，转写：ḥurrīya  dīmuqrāṭīya  waḥda）。

## 参阅
- 撒拉威阿拉伯民主共和國
- 撒拉威阿拉伯民主共和國國旗